# Neoepaphra pulchella
Neoepaphra pulchella là một loài bọ cánh cứng trong họ Cerambycidae.